# Enrique Borja
Enrique David Borja García (ur. 30 grudnia 1945 w Meksyku) – meksykański piłkarz grający na pozycji napastnika.

## Kariera klubowa
Borja w latach 1964–1969 był zawodnikiem UNAM Pumas, z którym nie osiągnął większych sukcesów. W 1969 roku przeniósł się do Amériki, z którą został mistrzem Meksyku w latach 1971 i 1976 oraz trzykrotnie zdobywał tytuł króla strzelców ligi meksykańskiej (w sezonach 1970/71, 1971/72 i 1972/73). Po zakończeniu profesjonalnej kariery był prezesem Necaxy, Tigres UANL i FEMEXFUT (Meksykański Związek Piłki Nożnej).

## Kariera reprezentacyjna
W latach 1966–1975 Enrique Borja występował w reprezentacji Meksyku, w której wystąpił 65 razy i zdobył 31 bramek. Z kadrą narodową pojechał też na Mundial 1966 i 1970. Na MŚ 1966 zdobył jedynego gola dla Meksyku na tej imprezie - dające prowadzenie trafienie w meczu z Francją (1:1).